# Brass de Kansas City
Maillots
Dernière mise à jour : 2 juillet 2013.
Les Brass de Kansas City sont un club professionnel de football (soccer) basé à Overland Park (Kansas) aux États-Unis. Le club a intégré la 4e division américaine, Premier Development League, en 1998.

## Histoire
Les Kansas City Brass sont dirigés par la Kansas City United Soccer, Inc., une corporation à but non lucratif du Kansas formé en 1997 par le Docteur Emilio John et Alan Blinzler qui voulaient servir deux missions : préparer les seniors des lycées environnants pour les équipes universitaires de soccer en les introduisant à un niveau que l'on peut trouver dans les championnats universitaires de haut niveau; et préparer les joueurs à atteindre un niveau de première ou deuxième division de soccer professionnel aux États-Unis. Depuis la fondation du club, le Dr. John a été président des Brass et Alan Blinzler a été Chief Operating Officer.
Depuis ses débuts, les Brass ont permis l'essor d'une trentaine de joueurs dans leur quête de carrière professionnelle. En 2007, les Brass sont introduits dans le United Soccer Leagues Hall of Fame.

## Stade
- Greene Stadium; Liberty, Missouri, (2003-2010)
- Stade de Liberty High School; Liberty, Missouri, 2 rencontres (2003)
- Blue Valley District Activity Center; Overland Park, Missouri, 2 rencontres (2003)
- Stade de l'Excelsior Springs High School; Excelsior Springs, Missouri, 3 rencontres (2005-2006)
- Overland Park Soccer Complex; Overland Park, Missouri, (2011–)

### Effectif actuel
Au 8 juin 2013
| N° | Nat.                    | Poste | Nom du joueur    |
| -- | ----------------------- | ----- | ---------------- |
| 1  | Drapeau des États-Unis  | G     | Andy Fitzpatrick |
| 2  | Drapeau des États-Unis  | D     | Sam Klos         |
| 3  | Drapeau des États-Unis  | D     | Trent Remmich    |
| 4  | Drapeau de l'Angleterre | D     | Jaymee Highcock  |
| 5  | Drapeau des États-Unis  | D     | Matt Kopsky      |
| 6  | Drapeau des États-Unis  | M     | Ryan Hunter      |
| 7  | Drapeau des États-Unis  | M     | Jeremy Warman    |
| 8  | Drapeau des États-Unis  | D     | Cole Prather     |
| 9  | Drapeau des États-Unis  | A     | Kyle Greig       |
| 10 | Drapeau des États-Unis  | M     | Brian Harris     |
| 11 | Drapeau des États-Unis  | A     | Mo Ramahi        |
| 12 | Drapeau des États-Unis  | G     | Kyle Martin      |

| No. | Nat.                   | Position | Nom du joueur    |
| --- | ---------------------- | -------- | ---------------- |
| 13  | Drapeau des États-Unis | A        | Ricardo Yeverino |
| 14  | Drapeau du Brésil      | M        | Thyago Catharino |
| 15  | Drapeau des États-Unis | D        | Ethan Bauer      |
| 16  | Drapeau des États-Unis | A        | Troy Green       |
| 17  | Drapeau des États-Unis | D        | Peter Nechvatal  |
| 18  | Drapeau des États-Unis | D        | Chad Newman      |
| 19  | Drapeau des États-Unis | D        | Ryan Hennessy    |
| 20  | Drapeau des États-Unis | M        | Kyle Miller      |
| 25  | Drapeau des États-Unis | D        | Josh Lind        |
|     | Drapeau des États-Unis | A        | Jimmy Cummings   |
|     | Drapeau des États-Unis | M        | Keith Gorczyca   |
|     | Drapeau des États-Unis | G        | Adam Sokolowski  |

### Joueurs notables
- Levi Coleman
- Edson Edward
- Kevin Ellis
- Alex Horwath
- Jack Jewsbury
- Will John
- Bryan Pérez
- Ryan Raybould
- Lucas Rodríguez
- Michael Thomas
- Plus d'informations sur les anciens joueurs des Brass devenus professionnels peuvent être trouvées ici.

## Entraîneurs
- Robi Goff (1998-1999)
- Jim Schwab (2000-2001)
- Jefferson Roblee (2002-2010)
- Lincoln Roblee (2011–)

## Saisons
| Saison | Division | Ligue      | Saison régulière   | Playoffs           | Open Cup     |
| ------ | -------- | ---------- | ------------------ | ------------------ | ------------ |
| 1998   | 4        | USISL PDSL | 4e, Central        | Finale de division | 1er tour     |
| 1999   | 4        | USL PDL    | 5e, Heartland      | Non qualifié       | Non qualifié |
| 2000   | 4        | USL PDL    | 4e, Rocky Mountain | Non qualifié       | Non qualifié |
| 2001   | 4        | USL PDL    | 5e, Rocky Mountain | Non qualifié       | Non qualifié |
| 2002   | 4        | USL PDL    | 5e, Heartland      | Non qualifié       | Non qualifié |
| 2003   | 4        | USL PDL    | 5e, Heartland      | Non qualifié       | Non qualifié |
| 2004   | 4        | USL PDL    | 6e, Heartland      | Non qualifié       | Non qualifié |
| 2005   | 4        | USL PDL    | 3e, Heartland      | Non qualifié       | Non qualifié |
| 2006   | 4        | USL PDL    | 3e, Heartland      | Non qualifié       | Non qualifié |
| 2007   | 4        | USL PDL    | 3e, Heartland      | Non qualifié       | 1er tour     |
| 2008   | 4        | USL PDL    | 5e, Heartland      | Non qualifié       | Non qualifié |
| 2009   | 4        | USL PDL    | 6e, Heartland      | Non qualifié       | Non qualifié |
| 2010   | 4        | USL PDL    | 7e, Heartland      | Non qualifié       | Non qualifié |
| 2011   | 4        | USL PDL    | 4e, Heartland      | Non qualifié       | Non qualifié |
| 2012   | 4        | USL PDL    | 5e, Heartland      | Non qualifié       | Non qualifié |
| 2013   | 4        | USL PDL    | 4e, Heartland      | Non qualifié       | Non qualifié |

## Average attendance
Les affluences sont calculées par la moyenne des affluences reportées par les équipes lorsqu'elles jouent à domicile.
- 2005 : 114
- 2006 : 141
- 2007 : 202
- 2008 : 122
- 2009 : 128
- 2010 : 131